# 옥천 옥주사마소
옥천 옥주사마소(沃川 沃州司馬所)는 충청북도 옥천군 옥천읍에 있는 사마소이다. 1987년 3월 31일 충청북도의 유형문화재 제157호로 지정되었다.

## 개요
조선시대 지방고을의 생원과 진사들이 모여 유학을 가르치고 정치를 논하던 곳으로 옥천지방에 속한 사마소이다.
조선 효종 5년(1654)에 세워진 것으로, 우암 송시열이 쓴 「의창중수기」에 의하면 이 건물은 원래 어려운 백성을 위하여 곡식을 저장해 두던 의창건물을 뜯어서 만든 것이라고 한다.
규모는 앞면 5칸·옆면 2칸이고, 지붕은 옆면이 사람 인(人)자 모양과 비슷한 맞배지붕의 건물이다. 앞면 4칸에 툇마루를 두고, 그 뒤로 오른쪽에는 마루, 왼쪽에는 온돌방과 부엌을 두었다. 내부에는 관성사마안, 향약계안, 옥천군향계규약 등 조선시대 문인들의 면모를 알려주는 여러 편의 문서들이 있다.

## 참고 자료
- 옥천 옥주사마소 - 국가유산청 국가유산포털